# Justizministerium (Spanien)

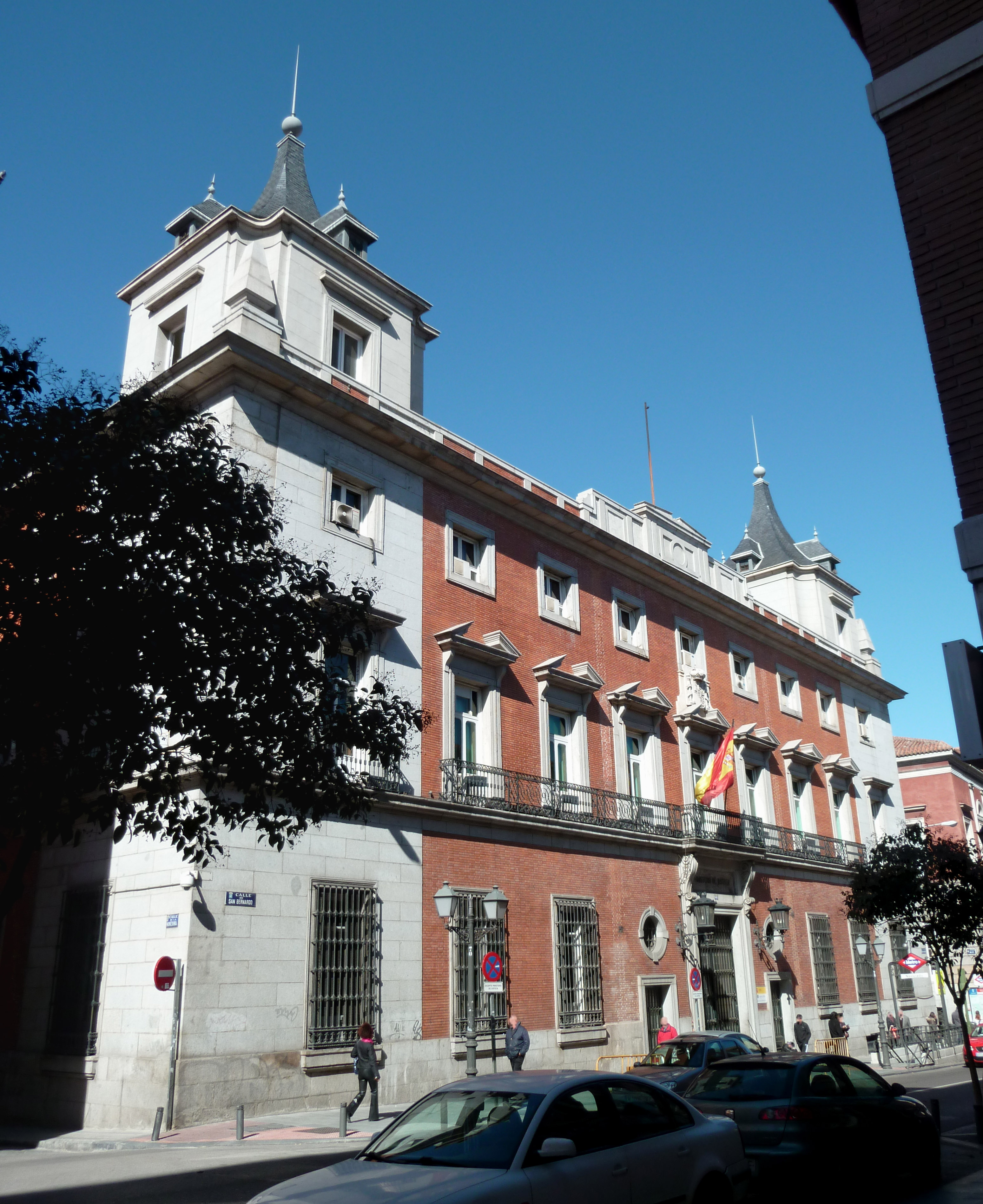
Palacio de la Marquesa de la Sonora

Das Justizministerium Spaniens (span. Ministerio de Justicia) ist ein Ministerium des Staates Spanien. Es wird geleitet vom Justizminister (Ministro de Justicia). Das Ministerium wurde am 30. November 1714 gegründet. Die Aufgaben des Ministeriums bestehen in der Planung und Durchführung der Regierungspolitik bei der Entwicklung des Rechtssystems, insbesondere in Angelegenheiten des Straf-, Zivil-, Handels- und Verfahrensrechts, weiterhin in der Organisation und Unterstützung der Justizverwaltung sowie in der Zusammenarbeit mit den Autonomen Gemeinschaften in diesen Angelegenheiten und in der internationalen juristischen Zusammenarbeit.
Das Justizministerium liegt in Madrid (Palacio de la Marquesa de la Sonora, calle de San Bernardo, 45).
Der Justizminister ist von Amts wegen zugleich Notario mayor del Reino.

## Justizminister seit dem Übergang zur Demokratie 1976/77
- Übergangsregierung Suárez (8. Juli 1976 bis 4. Juli 1977)
  - Landelino Lavilla (8. Juli 1976 bis 4. Juli 1977)

- Kabinett Suárez II (4. Juli 1977 bis 6. April 1979, nach den ersten freien Wahlen zu einer Verfassungsgebenden Versammlung (Constituyente) am 15. Juni 1977)
  - Landelino Lavilla (4. Juli 1977 bis 23. März 1979)
  - Rodolfo Martín Villa (kommissarisch 23. März 1979 bis 6. April 1979)

- Kabinett Suárez III (6. April 1979 bis 25. Februar 1981 = 1. Legislatur):
  - Íñigo Cavero (6. April 1979 bis 8. September 1980)
  - Francisco Fernández Ordóñez (8. September 1980 bis 25. Februar 1981)

- Kabinett Calvo-Sotelo (26. Februar 1981 bis 2. Dezember 1982 = 1. Legislatur):
  - Francisco Fernández Ordóñez (26. Februar 1981 bis 31. August 1981)
  - Pío Cabanillas (31. August 1981 bis 2. Dezember 1982)

- Kabinett González I (3. Dezember 1982 bis 25. Juli 1986 = 2. Legislatur):
  - Fernando Ledesma (3. Dezember 1982 bis 25. Juli 1986)

- Kabinett González II (25. Juli 1986 bis 6. Dezember 1989 = 3. Legislatur):
  - Fernando Ledesma (25. Juli 1986 bis 8. Juli 1988)
  - Enrique Múgica (12. Juli 1988 bis 6. Dezember 1989)

- Kabinett González III (6. Dezember 1989 bis 14. Juli 1993 = 4. Legislatur):
  - Enrique Múgica (6. Dezember bis 13. März 1991)
  - Tomás de la Quadra-Salcedo (13. März 1991 bis 14. Juli 1993)

- Kabinett González IV (14. Juli 1993 bis 5. Mai 1996 = 5. Legislatur):
  - Juan Alberto Belloch (14. Juli bis 5. Mai 1996)

- Kabinett Aznar I (6. Mai 1996 bis 27. April 2000 = 6. Legislatur):
  - Margarita Mariscal de Gante Mirón (6. Mai 1996 bis 27. April 2000)

- Kabinett Aznar II (27. April 2000 bis 18. April 2004)
  - Ángel Acebes (27. April 2000 bis 10. Juli 2002)
  - José María Michavila Nuñez (10. Juli 2002 bis 18. April 2004)

- Kabinett Zapatero I (18. April 2004 bis 14. April 2008 = 8. Legislatur):
  - Juan Fernando López Aguilar (18. April 2004 bis 12. Februar 2007)
  - Mariano Fernández Bermejo (ab 12. Februar 2007)

- Kabinett Zapatero II (14. April 2008 bis 21. Dezember 2011 = 9. Legislatur):
  - Mariano Fernández Bermejo (bis 23. Februar 2009)
  - Francisco Caamaño Domínguez (24. Februar 2009 bis 22. Dezember 2011)

- Kabinett Rajoy (21. Dezember 2011 bis 31. Oktober 2016 = 10. Legislatur):
  - Alberto Ruiz-Gallardón (22. Dezember 2011 bis 23. September 2014)
  - Rafael Catalá Polo (29. September 2014 bis 31. Oktober 2016)

- Kabinett Rajoy (31. Oktober 2016 bis 7. Juni 2018 = 11. Legislatur):
  - Rafael Catalá Polo (31. Oktober 2016 bis 7. Juni 2018)

- Kabinett Sánchez (7. Juni 2018 bis 13. Januar 2020 = 12. Legislatur):
  - Dolores Delgado (7. Juni 2018 bis 13. Januar 2020)

- Kabinett Sánchez (13. Januar 2020 bis 21. November 2023 = 13. Legislatur):
  - Juan Carlos Campo (13. Januar 2020 bis 12. Juli 2021)
  - Pilar Llop (12. Juli 2021 bis 21. November 2023)

- Kabinett Sánchez (seit 21. November 2023 = 14. Legislatur):
  - Félix Bolaños (seit 21. November 2023)